# Shevockia inunctocarpa
Shevockia inunctocarpa là một loài rêu trong họ Neckeraceae. Loài này được Enroth & Meng-Cheng Ji mô tả khoa học đầu tiên năm 2006.